# Henry William Paget
Pour les articles homonymes, voir Paget.
Henry William Paget (17 mai 1768 - 29 avril 1854), 2e comte d’Uxbridge, 1er marquis d’Anglesey, plus généralement connu sous le nom de Lord Uxbridge, est un officier britannique qui fut notamment commandant en chef de la cavalerie alliée lors de la bataille de Waterloo, le 18 juin 1815.
L’un des objets les plus étranges que renferment les collections du Musée Wellington à Waterloo est, sans doute, la prothèse de la jambe de lord Uxbridge.

## Biographie

### Une famille typique de laMiddle Class
Henry William Bayly est né en 1768 dans une famille londonienne sans lustre ni richesse particulière. Il était le fils de Sir Nicholas Bayly et de Miss Paget fille du baron du même nom, parent du comte d'Uxbridge et de bonne noblesse. Un an plus tard, son père hérita de la petite baronnie et changea son nom en « Paget ». Alors qu’il avait douze ans, ses parents héritèrent par le Comte d'Uxbridge, de 5 000 hectares de terrains miniers en Angleterre et en Irlande. Cette fortune tombée du ciel permit à lord Paget de placer son fils dans les meilleures écoles. Henry fréquenta la Westminster School puis le collège Christ Church à Oxford. En 1790, à l’âge de 22 ans, il fit son entrée aux Communes où il occupa le siège de Carnarvon puis celui de Milborne Port jusqu’en 1810.

### Un cavalier admiré

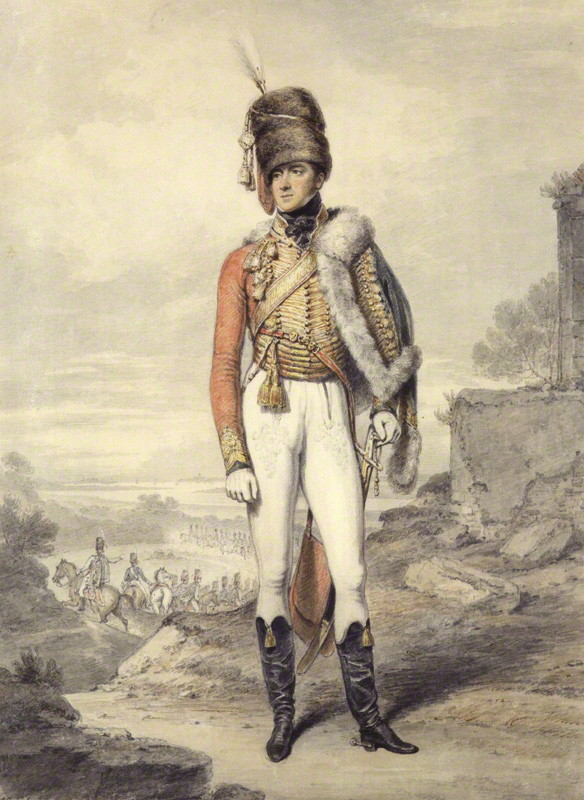
Gravure d'Henri William Paget

C’est en 1793 qu’il entama sa carrière militaire quand son père lui offrit le 80e régiment de volontaires du Staffordshire, à la tête duquel il combattit en Flandre (1794). En 1799, il revint dans les Flandres mais, cette fois, commandant du 7e Light Dragoons.
Il s’acquit une réputation de chef de cavalerie hardi et compétent tout au début de la Guerre d'indépendance espagnole sous le commandement de sir John Moore. Il remporta plusieurs combats difficiles, dont ceux de Sahagun et de Benavente, alors qu’il couvrait la désastreuse retraite des forces britanniques vers La Corogne. Il participa également à la triste expédition de Walcheren en 1809.
Henry William Paget ne participa pas à la deuxième partie de la guerre de la Péninsule ibérique, menée par le duc de Wellington. Cela tenait à des événements d’ordre privé, qui ne tardèrent pas à constituer les éléments d’un scandale épouvantable.

### Un "coup de foudre"
En 1808, Paget, de retour d'Espagne, assistait à un soirée musicale donnée par son père à Uxbridge House quand son regard tomba sur Lady Charlotte Wellesley, la femme du plus jeune frère d'Arthur Wellesley, Duc de Wellington, Henry Wellesley. Il en tomba aussitôt follement amoureux. Cependant, il était déjà marié puisqu'il avait épousé Lady Caroline Villiers avec laquelle il avait eu huit enfants. Henry Wellesley qui exerçait alors les fonctions de Secrétaire au Trésor, semble ne rien avoir remarqué de bien particulier puisqu’il estima que ce brillant officier de cavalerie serait l’homme idéal pour accompagner Lady Charlotte dans les promenades à cheval que les médecins lui avaient prescrites. Lady Charlotte et Lord Paget se fréquentèrent et les excursions à cheval ne s’interrompirent que lorsqu'elle se trouva enceinte.
Il semble bien que ce soit Arthur Wellesley, le futur duc de Wellington, qui, l’un des premiers, commença à se douter de leur relation puisque dans une note il explique que « vers cette époque, M. Wellesley [son frère] remarqua l’extraordinaire attention que portait Lord Paget à Lady Charlotte et fit à celle-ci quelques remontrances à ce propos… À la fin de la session parlementaire de 1808 [en juillet], M. Wellesley déménagea [de Berkeley Square] à Putney Heath et, de cette époque jusqu’au retour de Lady Charlotte à Londres au mois de février 1809, M. Wellesley eut toutes les raisons de croire qu’il n’y avait pas eu de rencontre entre Lady Charlotte et Lord Paget. » Henry Wellesley croyait mal puisque les deux amants étaient restés en relation. Paget était retourné pendant quelque temps en Espagne, mais lorsqu’il rentra, on les vit se promener ensemble dans Green Park qui, à cette époque, était bien plus sauvage que de nos jours, et le valet qui escortait Lady Charlotte s’entendait souvent ordonner de s’éloigner un peu de façon à laisser un peu d’intimité aux deux amants.

### Un scandale épouvantable
Lady Caroline, l’épouse de Lord Paget, finit naturellement par apprendre la cause de la rumeur qui l’entourait. Elle ne sembla pas, sur le moment, en concevoir beaucoup d’amertume, les relations extra-conjugales ne constituant alors pas un scandale en soi. Mais dans le cas de Paget et à l’aube du romantisme, l’affaire était plus grave : il s’agissait vraiment d’une passion intense. Il arriva un moment où Henry voulut mettre les choses au point : il eut une conversation extrêmement claire avec sa femme.
Au même moment, de son côté, Henry Wellesley, pour ajouter à son infortune, se trouvait cloué au lit à cause d’une assez grave maladie de foie. Néanmoins, un soir, il sortit de son lit dans l’intention de se rendre dans la chambre de sa femme. Il trouva la porte fermée à double tour et il entendit clairement des bruits de papiers remués. Persuadé qu’elle écrivait à Paget, il força l’entrée et voulut l’obliger à avouer. Malgré les vives dénégations de Lady Charlotte, il s’emporta et hurla qu’il n’était plus question qu’ils continuent à vivre sous le même toit. Le lendemain, comme d’habitude, elle se rendit à Green Park, où, comme d’habitude, le valet fut prié de s’éloigner un peu. Le domestique ne revit jamais sa maîtresse : elle avait purement et simplement disparu ! Lady Charlotte fut hébergée par un ami de son amant qui ne la rencontrait plus qu'en cachette.
Quoique cette affaire présente tous les aspects d’un vaudeville un peu forcé, il semble bien que ses acteurs en aient été très profondément affectés. Le vieux Lord Uxbridge était à ce point outré qu’il menaça de rompre avec son fils aîné et qu’il promit même de flanquer une bonne correction aux amants. Lady Charlotte était considérée comme une espèce de Messaline qui avait séparé un homme de sa famille et, partout, on l’abreuvait de compliments dans le genre : « Maudite sorcière », « Abominable damné chien de l’enfer » ou « Putois puant » ! « Elle avait quitté son mari le lundi, et le vendredi on en discutait dans les rues et même - quelle horreur ! – dans la canaille. » Les personnes les plus charitables prétendaient que Lady Charlotte n’était rien d’autre qu’une nymphomane hystérique aux exigences sexuelles démesurées.
Le scandale fut universel car il impliquait les plus éminentes familles du royaume, l’un des soldats les plus admirés d’Angleterre et la belle-sœur d’un autre. La presse s’en délectait et rapportait que Wellesley comptait tuer Paget en duel, alors qu’il était cloué au lit, ou que Sir Arthur Wellesley avait couru derrière le couple sur la route d’Oxford et sérieusement blessé le « ravisseur de la femme de son frère malade ». Rien de tout cela n’était exact. Au mois de mars 1809, le bruit fait autour de cette affaire redoubla : les partisans du mari bafoué augmentèrent encore le ton. Les menaces de duels s’accumulaient au point d’émouvoir le tribunal de Bow Street. En ce qui le concerne, Paget refusa tous les duels mais affirmait bien haut que si un membre quelconque de la famille Wellesley ou de celle de sa femme voulait le tuer, il ne lui refuserait pas sa porte.
À la mi-mars, les deux amants en arrivèrent à décider de se séparer pour un mois mais cette séparation une semaine et lorsque Paget revint dans les « bras libidineux » de Char, il reçut un nouveau cartel de Henry Cadogan, le frère de son épouse, auquel il ne répondit pas plus qu’aux autres. Cadogan insista et obtint finalement son duel. Paget ne visa même pas son adversaire disant qu’il ne voulait pas ajouter encore au malheur de sa belle-famille.
La fin de l’histoire fut moins dramatique : Paget et Char finirent tous deux par divorcer, se mirent en ménage et se marièrent. Quant à Lady Caroline, elle convola en justes noces avec le duc d'Argyll, quoique ce mariage ait suscité une levée de boucliers en Écosse. L’énorme vague qu’avait suscitée le mélodrame retomba aussi vite. À la fin de 1811, les enfants de Paget ne semblaient pas avoir été sérieusement traumatisés par toute cette affaire et partageaient leur temps entre leur mère et leur père. Plus tard, on constata que les enfants des deux lits de Paget s’entendaient remarquablement bien entre eux. Il n’empêche : on ne recevait pas Lady Charlotte dans le monde.

### Uxbridge à la tête de la cavalerie de Wellington
On devine bien que, dans ces conditions, ce n’est pas sans un certain froncement de sourcil que, en 1815, Wellington vit arriver le comte d’Uxbridge à Bruxelles. À dire vrai, Wellington aurait bien voulu que Lord Combermere, qui avait été sous ses ordres en Inde et Espagne, vînt commander sa cavalerie. Malheureusement, Combermere n’était pas disponible et la Horse Guard préféra nommer le comte d’Uxbridge qui était très en faveur chez le prince régent. Alors que la presse et la bonne société anglaise imaginaient qu'un clash ne manquerait pas de survenir entre le duc et le ravisseur de sa belle-sœur, rien de tel ne se produisit.
Tout ce que le duc montra, c’est un peu de froideur. Sir William Fraser osa, un beau jour, poser la question à Wellington qui lui répondit avec une pointe de cynisme bien dans sa manière : « Oh non ! Je n’ai rien oublié… J’ai bien peur que ce ne soit pas tout. Lord Uxbridge a la réputation de s’enfuir un peu avec n’importe qui… Je tâcherai de m’arranger pour qu’il ne le fasse pas avec moi. »[réf. nécessaire] Ajoutons que si le duc avait eu le moindre doute à propos des qualités militaires d’Uxbridge, il se serait évaporé à la suite du brillant comportement d’Uxbridge lors de la retraite du 17 juin 1815. Contrairement à ce que rapportent plusieurs auteurs, la scène au cours de laquelle le comte d’Alava aurait joué le rôle d’interprète entre Wellington et Uxbridge relève de la légende.

### "My Lord, je crois que j'ai perdu une jambe..."
C’est Lord Uxbridge qui, lors de la bataille de Waterloo, conduisit la fameuse charge de la cavalerie lourde contre le 1er corps d'infanterie français le 18 juin 1815. Au début de la soirée, Uxbridge reçut un éclat d’obus dans la jambe au-dessus du genou. Certains historiens, comme Hamilton-Williams, affirment même que le duc ne reçut la nouvelle de l’accident de Lord Uxbridge que tard le soir, avant de rédiger sa dépêche au ministre Henry Bathurst dans laquelle Wellington écrit : « Le comte d’Uxbridge, après avoir combattu avec succès durant toute cette difficile journée, fut blessé par un des derniers coups tirés, ce qui, j’en ai peur, privera Sa Majesté de ses services durant quelque temps. »

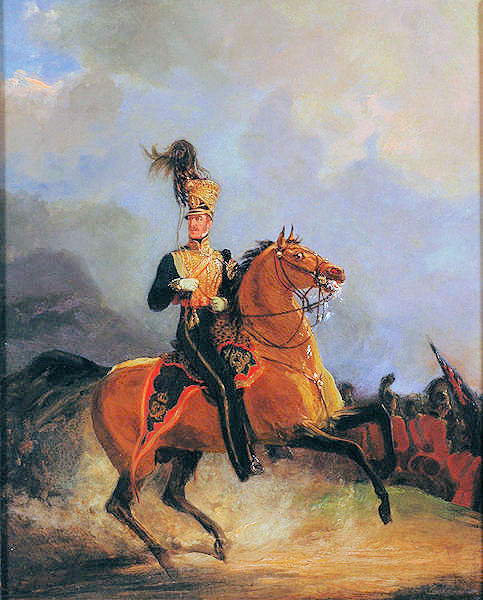
Lord Uxbridge à Waterloo par William Pieneman (1779-1853)

Lord Uxbridge fut rapidement évacué du champ de bataille et amené à Waterloo dans une maison, qui porte aujourd’hui le numéro 214 de la chaussée de Bruxelles, où il avait établi son logement la veille au soir et qui était alors habitée par un certain Pâris. On surnommait cette maison, située un peu au nord de l’église, le « Château Tremblant ». Le bâtiment n’était pourtant pas si vieux : il a dû être construit vers 1750 et servit d’habitation à Jean-Baptiste Pâris qui était garde général de la forêt de Soignes. Les chirurgiens examinèrent la blessure et conclurent qu’il fallait amputer. « Bon, Messieurs, conclut Uxbridge. Je le pensais bien moi-même. Je me suis mis entre vos mains et s’il faut couper cette jambe, autant que ce soit fait le plus vite possible. » Un peu avant ou un peu après l’opération, le comte écrivit à sa femme :

« Très chère Char, sois courageuse : attends-toi à une mauvaise nouvelle ; j’ai perdu ma jambe droite. Seul, un miracle aurait pu la sauver et, pour toi et pour les chers enfants, j’ai tenté la meilleure chance d’avoir la vie sauve. Dieu vous protège tous. »

Après avoir consenti à l’amputation, il refusa de se laisser attacher, comme il était de coutume en de tels cas, ne poussa pas la moindre plainte durant l’opération et se contenta, à un certain moment, de faire remarquer que les instruments des chirurgiens n’étaient pas très bien affûtés. Quand l’opération fut terminée, il déclara : « J’ai fait mon temps… Pendant quarante-sept ans, j’ai été un « beau ». Cela n’aurait pas été correct de continuer plus longtemps à faire de la concurrence aux jeunes. » Peu de temps après, Uxbridge fut transféré dans l’hôpital établi par la marquise d’Assche dans son hôtel de la rue Ducale à Bruxelles. La marquise raconte elle-même qu’elle était présente quand on amena le brancard sur lequel était couché le blessé et qu’il eut cette réflexion : « Voyez, marquise, je ne pourrai plus danser avec vous qu’avec une jambe de bois… »
Uxbridge étonna tout le monde par la rapidité avec laquelle il se remit de sa blessure. Quand Lady Charlotte reçut le message de son mari, elle se précipita à Bruxelles. Quoique la bonne société londonienne lui ait délibérément tourné le dos, Char avait gardé de très solides accointances dans les milieux de pouvoir : c’est le prince régent George IV lui-même qui mit le yacht royal à sa disposition pour gagner le continent. Peu de temps après, Uxbridge fut créé 1er marquis d’Anglesey. Sa sœur, Lady Caroline Capel, qui était à Bruxelles depuis 1814, écrivit à cette occasion à sa mère, la comtesse douairière d’Uxbridge, qu’elle était fort contente que son frère ait bénéficié de cet honneur mais qu’elle ne pouvait s’empêcher d’être un peu triste à l’idée que le titre de comte d’Uxbridge puisse être ravalé au second rang. Mais au moins, cela aurait-il l’avantage que « cette femme » (Lady Charlotte) ne porte plus le même nom que la comtesse douairière « si pure, si vertueuse et si précieuse ». À Bruxelles, la sœur et la femme d’Anglesey passaient leur temps à s’éviter, mais lorsqu’elles se rencontraient, restaient d’une extrême politesse.
La convalescence de Lord Anglesey continuait à progresser et, comme il ne pouvait tenir en place, on le retrouvait souvent clopinant dans le parc de Bruxelles quoique, selon son propre aveu, les béquilles lui soient insupportables. Dès le 6 juillet, Anglesey et son épouse étaient à Ostende, prêts à s’embarquer pour l’Angleterre sur un navire mis à leur disposition par l’Amirauté.

### L'étrange destin d'une jambe
Le propriétaire du Château Tremblant recueillit la jambe coupée et l’enterra « pieusement » dans son jardin, faisant même pousser quelques fleurs sur le monticule, d’après les uns, un saule d’après les autres. Selon Carlo Bronne, on apposa une plaque où il était inscrit : « Ci-est enterrée la jambe / de l’illustre, brave et vaillant comte d’Uxbridge, lieutenant général de S.M. britannique, / commandant en chef de la cavalerie anglaise, belge et hollandaise, / blessé le 18 juin 1815 / à la mémorable bataille de Waterloo. »
Jacques Logie est sensiblement du même avis : « Sur un ancien puits qui existe toujours devant la maison, on scella une plaque pour rappeler la mémoire de la jambe de l’illustre et vaillant comte Uxbridge… qui par son héroïsme a concouru au triomphe de la cause du genre humain ». Adkin ajoute que d’autres épitaphes furent rédigées dont une, due en fait au poète Robert Southey. Ces épitaphes ne furent évidemment jamais gravées.
Dans un entrefilet de La Gazette du 31 décembre 1838, on apprend que Lord Anglesey, revint sur le lieu de son supplice et que, guidé par le sergent Cotton, il rendit visite à la « tombe » de sa jambe. Il exigea, paraît-il, de manger à la table qui avait servi à son amputation… Ce qui prouve qu’en 1838, sa jambe n’avait toujours pas quitté le jardin du « Château Tremblant ». C’est Jacques Logie qui nous explique qu’une tempête déracina le saule et mit les ossements au jour. Les héritiers de Pâris les auraient alors exposés dans une sorte de châsse « où les visiteurs pouvaient, moyennant paiement, contempler quelques os reliés par un cordon fort sale à une botte. » Dans un article de Léon Van Dormael, l’endroit où avait été inhumée la jambe fut marqué d’une pierre « encadrée de deux inscriptions dont l’une commémore la visite faite le 20 mai 1821 par le roi de Prusse et l’autre celle faite par le roi George IV d’Angleterre le 1er août de la même année. » D'autres auteurs mentionne que la pierre « est flanquée : à droite, d’une inscription anglaise, invitant les étrangers à visiter l’établissement de M. Paris (Establishment / including several / interesting and curious / souvenirs of the battle / of Waterloo, fought on / the 18th of june 1815) ; à gauche, de deux inscriptions rappelant que celui-ci a reçu la visite : le 1er octobre 1821, de George IV, roi d’Angleterre, et, le 20 septembre 1825, du roi de Prusse Frédéric III, accompagné de ses trois fils. »
La cage en verre où étaient exposés les ossements ne se trouvait pas au musée Wellington, comme le soutient Damamme, pour la suffisante raison que celui-ci n’existait pas - il ne fut inauguré qu'en 1955 - mais dans une pièce du « Château Tremblant ». C’est là, semble-t-il qu’elle reçut, en 1876, la visite du fils de Lord Uxbridge, le général George Paget qui, en digne fils de son père, avait, durant la guerre de Crimée, participé à la sanglante et légendaire charge de la brigade légère à Balaklava. Le visiteur fut horrifié de l’exploitation que l’on faisait des restes de son père et remua ciel et terre afin de faire cesser le scandale. On ne sait trop pourquoi, le gouvernement belge refusa de restituer les ossements à la famille. Finalement, en 1880, on adopta un compromis et les restes de la jambe de lord Uxbridge furent inhumés dans l’ancien cimetière de Waterloo et lorsque celui-ci fut désaffecté, on en perdit définitivement la trace.
C’est donc tout à fait à tort que Frings écrit que « Quant à la jambe, elle fut déterrée et ramenée en Angleterre, pour y être inhumée avec Lord Uxbridge, à sa mort survenue en 1854.  » Damamme reprend cette version  tout en travestissant la vérité en écrivant : « Sa jambe, pieusement recueillie et enterrée, dans son jardin, par le propriétaire des lieux, fut, par la suite, transférée dans le musée Wellington à Waterloo. Dans les années 1877-1878, on raconte qu’un Anglais, visitant le musée, tombe en arrêt devant un châssis de verre sous lequel sont exposés des ossements et une botte. On lui explique que ce sont les restes d’un général célèbre de Wellington, Lord Uxbridge. Colère du visiteur, qui n’est autre que le fils du chef de la cavalerie anglaise. Revenu en Angleterre, il écrit à l’ambassadeur de Belgique à Londres pour lui dire son indignation. Peu de temps après, arrive à Bruxelles une note diplomatique interdisant l’exhibition de ces restes glorieux, qui sont inhumés dans le cimetière de Waterloo. Ils sont aujourd’hui remplacés dans le musée par l’une des prothèses portées par Uxbridge. »

### Lord Lieutenant en Irlande

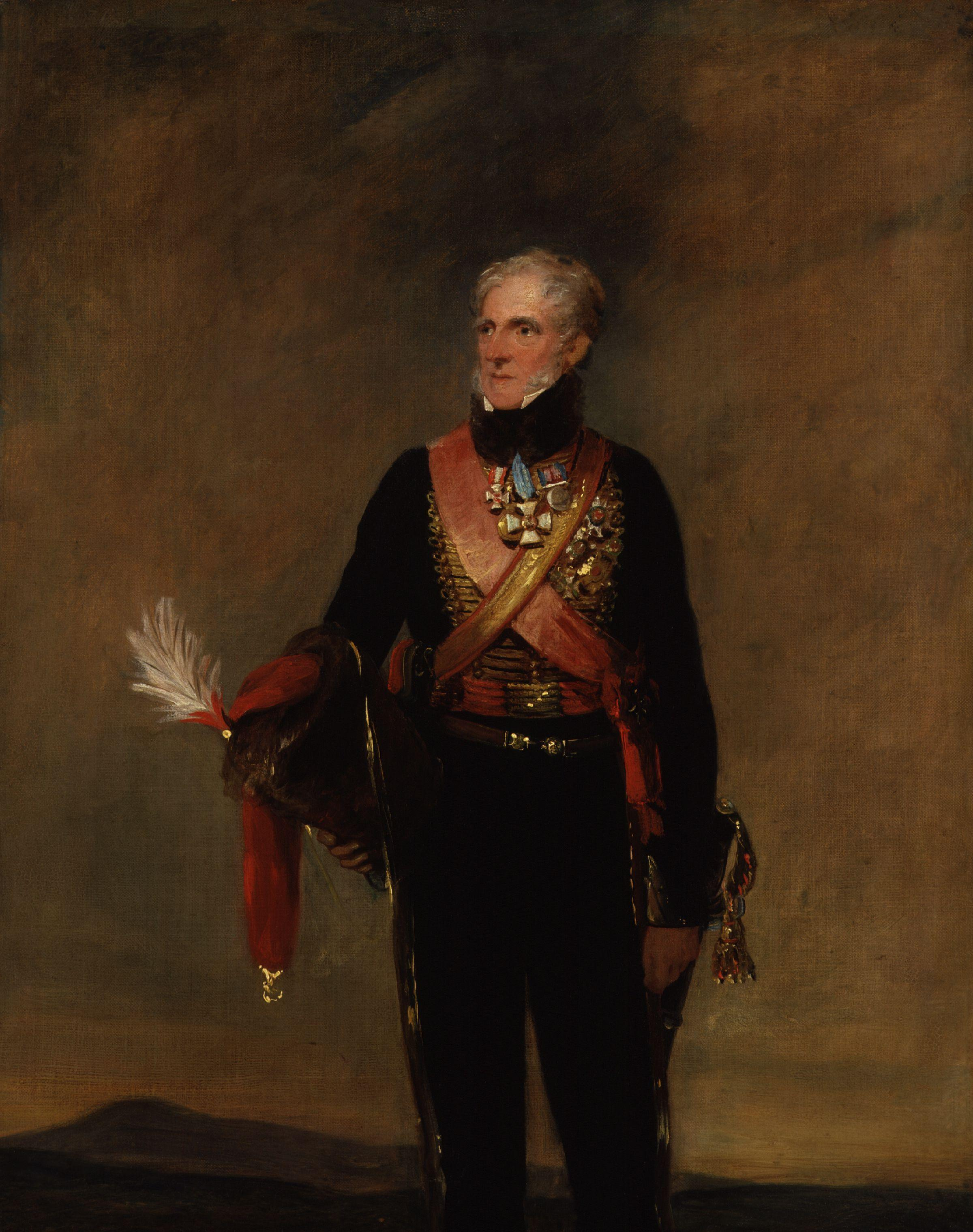
Portrait d'Henri William Paget, par William Salter, vers 1834-1840

Lord Uxbridge, désormais unijambiste, et que l’on surnomma dans la troupe « One-Leg », resta au service de Sa Majesté Britannique et fut créé chevalier de l'Ordre de la Jarretière en 1818. À la suite de la bataille de Waterloo, Wellington et le marquis d’Anglesey, comme il s’appelait maintenant, étaient complètement réconciliés et lorsque le duc accepta de former le gouvernement en 1828, Anglesey se vit offrir la périlleuse charge de Lord lieutenant d'Irlande, ce qui constituait une preuve, sinon d’amitié, au moins de confiance.
Dès son entrée à Downing Street, le duc eut en effet à affronter un très sérieux problème en Irlande. Lors d’une élection partielle à Clare, les électeurs avaient désigné un militant des droits civiques, Daniel O'Connell, mais l’entrée aux Communes lui fut refusée parce qu’il était catholique, ce qui mit l’Irlande au bord de la révolution. Wellington pensait que l’on pourrait désamorcer progressivement la question grâce à un concordat[réf. nécessaire] car, selon lui, l'Église catholique était incontrôlable tant qu’on ne l’aurait pas reconnue officiellement. Or, avec l'élection de Clare, la Catholic Association de O'Connell pouvait non seulement contrôler toutes les élections en Irlande mais susciter des émeutes tant qu’on ne trouverait pas de solution. George IV, farouchement hostile aux catholiques et influencé par son frère, le duc de Cumberland, anglican encore plus bigot que lui, se refusait absolument à envisager le moindre pas en avant vers les catholiques. La majorité qui s’était dégagée à la Chambre mit le roi dans une fureur indescriptible et il ne fut plus question que de dissolution. Wellington eut toutes les peines du monde à expliquer que le gouvernement, dans ce cas, perdrait plus de sièges en Irlande qu’il n’en gagnerait en Angleterre et qu’on se trouverait donc dans une impasse.
Wellington, dans un mémorandum adressé au roi, indiqua les grandes lignes de la politique qu’il proposait. Il était notamment question de permettre au gouvernement de nommer et de payer les prêtres catholiques, ce qui suscita une levée de boucliers chez les évêques anglicans. À force d’insistance et de persuasion, le duc finira, le 15 janvier 1829 seulement, par obtenir du roi la permission de pouvoir discuter la question catholique.
Entre-temps, le duc de Cumberland s'opposa à Wellington au point que ce dernier en arrive à se plaindre officiellement. Le duc de Clarence, autre frère du roi, était ouvertement pro-catholique, mais ses caprices en tant que Lord Grand Amiral avaient dû être limités par le gouvernement et il en avait conçu un tel dépit qu’il s’était démis de ses fonctions de telle sorte qu'il n’était provisoirement d’aucun secours à Wellington. « Entre le roi et ses frères, le gouvernement de ce pays est devenu un vrai crève-cœur… » écrivait Wellington le 26 août 1828 au ministre de l'intérieur Robert Peel qui, quoique favorable aux projets catholiques du duc, voulait absolument démissionner. Il fallut le persuader que sa présence au gouvernement était absolument indispensable si l’on voulait aboutir.
Toute l’affaire devait être menée dans le plus grand secret et l’on décida de tenir le roi à l’écart des négociations tandis que le Lord Lieutenant en Irlande était laissé dans l’ignorance. Mais le marquis d’Anglesey s’était fait progressivement l’avocat le plus ardent de l’émancipation des catholiques. Des indiscrétions rendirent publiques les négociations secrètes qu’il menait avec les catholiques. Il s’ensuivit un échange de lettres plutôt vif entre le Lord Lieutenant et le Premier qui en vint, le 28 décembre, à le menacer de le relever de ses fonctions. Anglesey n’accepta pas la semonce et mit les pieds dans le plat en rendant publics, quelques jours plus tard, ses commentaires sur une lettre que Wellington avait adressée à Mgr Curtis, primat de l’Église catholique. En réaction, Wellington « démissionna » Anglesey qui se vit ainsi mis à l’écart.
Le 5 février 1829, le discours du roi au parlement réclamait de nouveaux pouvoirs afin de pouvoir rétablir son autorité en Irlande et, dans cette optique, demandait qu’on revoie enfin la disqualification politique des catholiques. Wellington ne traîna pas en route et dès le 10 février, un projet de loi portant dissolution de la Catholic Association fut déposé, et lorsque ce projet fut voté, Peel en déposa un autre qui supprimait les disqualifications. Les deux projets furent votés à une large majorité et reçurent l’assentiment royal le 13 avril. C’était une victoire personnelle pour Wellington. Mais la loi d’émancipation avait été votée grâce aux voix des Whigs et malgré l’opposition de nombreux Tories. Il avait fallu se battre contre les plus conservateurs et contre les intrigues de la coterie royale.. Quinze ans après, le duc parlait encore de cette époque, « la plus pénible de ma longue vie ». Une lourde atmosphère de calomnie l’entourait et Lord Winchilsea, farouche adversaire de l’émancipation, en vint même à accuser le duc de malhonnêteté. Le duc provoqua Winchilsea en duel et les deux hommes se rencontrèrent à Battersea, mais le duc visa au large et Winchilsea tira en l’air puis présenta ses excuses.
La brouille avec Wellington qui suivit la « démission » d'Anglesey en tant que Lord Lieutenant semble avoir été assez longue mais était oubliée en 1846, puisque, cette année-là, Wellington qui était redevenu commandant en chef de l’armée en 1842, à la mort de Lord Hill, le fit nommer Field Marshall à l'âge de 80 ans ! En 1852, le marquis d’Anglesey suivit le cercueil du duc, portant le bâton de maréchal du vainqueur de Waterloo.
Deux ans plus tard, Henry William Paget, 1er marquis d’Anglesey mourait à son tour, à l’âge de 86 ans.

## Famille
Paget se marie pour la première fois le 5 juillet 1795 à Londres avec Lady Caroline Elizabeth Villiers (16 décembre 1774 - 16 juin 1835), fille de George Villiers, 4e comte de Jersey et de Frances Villiers, comtesse de Jersey. Ils ont huit enfants:
Ils ont huit enfants:
- Caroline Paget (6 juin 1796-12 mars 1874), qui épouse Charles Gordon-Lennox, 5e duc de Richmond
- Henry Paget, 2e marquis d'Anglesey (6 juillet 1797-7 février 1869), qui épouse Eleanora Campbell, petite-fille de John Campbell, 5e duc d'Argyll
- Jane Paget (13 octobre 1798-28 janvier 1876), qui épouse Francis Conyngham, 2e marquis Conyngham.
- Georgina Paget (29 août 1800-9 novembre 1875), qui épouse Edward Crofton, 2e baron Crofton.
- Augusta Paget (26 janvier 1802 - 6 juin 1872), qui épouse Arthur Chichester, 1er baron Templemore.
- William Paget (1er mars - 17 mai 1873), qui épouse Frances de Rottenburg, fille de Francis de Rottenburg
- Agnes Paget (11 février 1804 - 9 octobre 1845), qui épouse George Byng, 2e comte de Strafford ; ils sont parents de George Byng, 3e comte de Strafford , Henry Byng, 4e comte de Strafford et Francis Byng, 5e comte de Strafford
- Arthur Paget (31 janvier 1805-28 décembre 1825)

Caroline, l'épouse de Paget, divorce le 29 novembre 1810, après quoi il épouse Lady Charlotte. Ils ont dix enfants, dont sept ont survécu à la petite enfance:
- Emily Paget (4 mars 1810 - 6 mars 1893); épouse John Townshend, 1er comte de Sydney.
- Clarence Paget (17 juin 1811 - 22 mars 1895); épouse Martha Stuart, la plus jeune fille de l'amiral Robert Otway.
- Mary Paget (16 juin 1812 - 20 février 1859); épouse John Montagu, 7e comte de Sandwich. Ils sont les parents d'Edward Montagu, 8e comte de Sandwich.
- Alfred Paget (29 juin 1816 - 24 août 1888); épouse Cecilia, deuxième fille et cohéritière de George Thomas Wyndham, de Cromer Hall, Norfolk en 1847.
- George Paget (16 mars 1818 - 30 juin 1880); un brigadier général de l'armée britannique.
- Adelaide Paget (janvier 1820 - 21 août 1890); épouse Frederick William Cadogan, un fils de George Cadogan, 3e comte Cadogan et sa femme Honoria Louisa Blake. Elle écrit le premier livre de jeux de patience en anglais ainsi que d'autres livres et pièces de théâtre. [41]
- Albert Paget (décembre 1821 - avril 1822)
- Albert Paget (29 mai 1823 - décédé en bas âge)
- Eleanor Paget (21 mai 1825 - décédée en bas âge)

## Distinctions

### Décorations
- Chevalier de l'ordre militaire de Marie-Thérèse
- Chevalier de l'ordre de Saint-Georges de la deuxième classe
- Ordre de la Jarretière
- Waterloo Medal
- Chevalier grand-croix de l'ordre du Bain
- Commandeur de l'ordre militaire de Guillaume